# Égalité et Réconciliation
Égalité et Réconciliation (abrégé E&R) est une association politique fondée en juin 2007 par Alain Soral, Jildaz Mahé O'Chinal et Philippe Péninque, deux anciens responsables de l'organisation d'extrême droite Groupe Union Défense (GUD).
D'abord très proche du Front national (FN), elle prend ses distances avec celui-ci. Si elle se définit comme « nationaliste de gauche », elle est classée à l'extrême droite, avec un discours antisémite et conspirationniste par la plupart des observateurs, de même que son président Alain Soral dont elle a pour but de promouvoir les idées « sur la gauche du travail et la droite des valeurs ». Appelant à dépasser les clivages sur plusieurs plans — partisans, ethniques, religieux et sociaux —, elle entend lutter contre le libéralisme libertaire, le mondialisme et le sionisme. Au-delà de sa base militante, l'association dispose d'un site internet dont l'audience lui confère une forte visibilité.

## Fondateurs et cadres
Le nom de l'association est une référence à la « Commission vérité et réconciliation » fondée par Nelson Mandela en 1995.
À ses débuts, l'association s'appuie sur des personnalités très proches, voire des responsables du Front national, dont certains viennent de la gauche : Alain Soral, président, et Marc George, secrétaire général, figurent notamment au comité central du FN après avoir commencé leur militantisme politique respectivement au Parti communiste et au Parti socialiste. L'association reçoit l'appui de Jean-Marie Le Pen — qui intervient lors de sa première université en 2007 — et se situe sur une ligne proche de celle de sa fille Marine dans un premier temps, — Alain Soral et une équipe d’Égalité et Réconciliation tractent aux côtés de Marine Le Pen pour les élections municipales de 2008 à Hénin-Beaumont. En 2008, Jean-Claude Martinez participe à la seconde université du mouvement alors qu'il est vice-président du FN. Ces liens se distendent à partir des élections européennes de 2009, qui coïncident avec le départ d'Alain Soral du parti.
Néanmoins, Stéphane François, politologue spécialiste des droites radicales, estime en 2012 qu'Égalité et Réconciliation tente « d’attirer des jeunes aux profils variés, qui serviront de vivier de recrutement pour le FN ». De son côté, le chercheur Haoues Seniguer continue de voir l'association comme un moyen de rapprochement vers le FN ou ses bassins de sympathisants. StreetPress met en avant une stratégie d'« entrisme au sein du FN » de la part de l'association. Des militants ou responsables d'Égalité et Réconciliation ont manifesté avec le FN à Paris à l'occasion de la Fête du Travail en mai 2008 et en mai 2012. David Rachline, dirigeant du Front national de la jeunesse de 2009 à 2011, et Michaël Guérin, ancien responsable du Front national de la jeunesse Rhône-Alpes, ont été membres d'Égalité et Réconciliation,,. Djamel Boumaaz, numéro 2 de la liste du FN pour l'élection municipale de 2014 à Montpellier, revendique sa proximité idéologique avec Alain Soral. En 2016, une section locale d'Égalité et Réconciliation invite Bruno Gollnisch à donner une conférence.
Égalité et Réconciliation continue d'afficher son soutien à Jean-Marie Le Pen sur son site internet : il héberge ainsi son « journal de bord » (un blog vidéo), après que le site du FN décide d’arrêter sa diffusion en raison des propos antisémites qu'il tient sur Patrick Bruel, puis publie la retranscription complète de l’interview que Jean-Marie Le Pen donne à Rivarol et qui provoque une crise au FN. D'après Nicolas Lebourg, « E&R a paru jouer la carte de Florian Philippot dans l'appareil [du FN] par la diffusion de ses interventions et leurs commentaires positifs sur les réseaux sociaux soraliens, ce que reconnaissent même certains cadres et militants frontistes ». Selon Joël Gombin, « l’observation des publications d’Égalité & Réconciliation laisse clairement apparaître une certaine sympathie à l’égard de Florian Philippot, alors même que plusieurs dirigeants du parti font l’objet de critiques beaucoup plus vives. Philippot pour sa part s’abstient de condamner explicitement les propos de Soral ; il sait même, à l’occasion, envoyer un clin d’œil discret mais explicite aux fans de Dieudonné et de Soral ».

### Alain Soral, président-fondateur

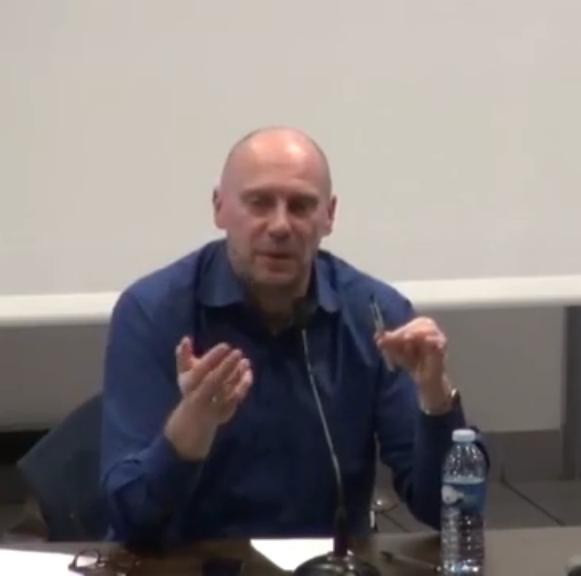
Alain Soral est président-fondateur d'Égalité et Réconciliation.

Alain Soral, cofondateur et président de l'association depuis ses débuts, en est également le pourvoyeur idéologique. Essayiste, militant au Parti communiste jusqu'en 1993 (cette appartenance est remise en cause par les auteurs de La Galaxie Dieudonné), il réalise une première carrière dans le monde du spectacle dans les années 1990 et au début des années 2000, puis devient, en novembre 2007, membre du comité central du Front national, qu'il quitte en février 2009. Après s'être radicalisé au cours des années 2000, il devient, aux yeux de la plupart des observateurs, un idéologue d'extrême droite, oscillant entre un antisémitisme traditionnel et le nouvel antisémitisme. Partageant des thèses à la fois nationalistes et de gauche, lui-même se définit comme appartenant à un « national-socialisme à la française ».

### D'anciens responsables du GUD à la fondation

D'anciens responsables du Groupe union défense (GUD) ont participé à la fondation d'Égalité et Réconciliation. Les deux mouvements ont une ligne politique proche.

À côté d'Alain Soral, les statuts d'Égalité et Réconciliation font apparaître comme membres fondateurs deux anciens responsables du GUD, qui font également partie « de la garde officieuse mais rapprochée » de Marine Le Pen. Le premier est Jildaz Mahé O'Chinal : ancien responsable du Renouveau étudiant (REP) avant de participer — par souci d'efficacité militante — au rapprochement GUD/REP, le 30 novembre 1993, et ancien responsable du Front national de la jeunesse (FNJ) parisien, celui-ci est proche de Frédéric Chatillon, chef du GUD dans les années 1990, ami d'Alain Soral et cité également comme cofondateur d'Égalité & Réconciliation par certains médias, malgré son absence des statuts de l'association. De fait, Frédéric Chatillon a cherché un local pour celle-ci. Mahé O'Chinal et Chatillon ont coprésidé le GUD ensemble, ont tous les deux fondé à l'époque l'association sportive du Marteau de Thor, où les étudiants d'extrême droite s'entraînaient aux sports de combat, et travaillent ensemble à l'agence de communication Riwal qui est, entre autres, « prestataire de services » pour le Front national, selon les termes du parti. Jildaz Mahé O'Chinal est par ailleurs l'époux de Florence Lagarde, qui dirige le micro-parti Jeanne et qui est une amie de Marine Le Pen.
Le second est Philippe Péninque, qui a été responsable au sein du GUD. Passé par l'Université Panthéon-Assas, il se trouve au centre de ce qu'Abel Mestre et Caroline Monnot appellent un « GUD business », ensemble d'entreprises fondées par des anciens militants, qui se font travailler les unes les autres et dont les prises de participation se font « entre amis ». Devenant un conseiller officieux de Marine Le Pen, il conseille également Jean-Marie Le Pen en amont de l'élection présidentielle de 2007 — collaborant notamment avec Alain Soral pour la rédaction du discours de Valmy prononcé par le président du FN en septembre 2006 — et prend en charge le dossier financier du Front national après les élections nationales de 2007 qui ont laissé le parti avec 8 millions d'euros de dettes empruntés à l'imprimeur Fernand Le Rachinel. Avocat spécialisé dans les montages fiscaux, il est également connu pour avoir ouvert le compte suisse au centre de l'affaire Jérôme Cahuzac, dont il est un ami. Il aurait rencontré Alain Soral en 2005. S'il s'est brouillé avec lui à la fin des années 2000, les deux hommes sont restés amis,. Il rédige les statuts d’E&R et l’association est d'abord domiciliée à l’adresse de ses sociétés, rue Scheffer à Paris.
Alain Soral nie un quelconque rôle des anciens du GUD au sein d'Égalité et Réconciliation : il indique que Jildaz Mahé O'Chinal et Philippe Péninque « ont accepté par amitié de prêter leur nom sans jamais s'y être investis en aucune façon. Ils ont d'ailleurs été remplacés à leur demande ». Les statuts modifiés en septembre 2008, qui intègrent Marc George et Julien Limes, ne font cependant pas mention d'un départ de MM. O'Chinal et Péninque. Dans les premiers statuts d'Égalité et Réconciliation, l'association est domiciliée à la même adresse que des sociétés de Philippe Péninque. Ils ont tous les deux participé à l'université d'été du mouvement en septembre 2007. Frédéric Chatillon, Jildaz Mahé O'Chinal et Philippe Péninque ont tous les trois soutenu financièrement le lancement en 2007 du Local, bar géré conjointement par Alain Soral et Serge Ayoub, avant que le président d'Égalité et Réconciliation ne le laisse à ce dernier, « les JNR de Batskin n'appréciant pas vraiment les militants arabes d'Égalité et Réconciliation » selon Frédéric Haziza. Une société de Frédéric Chatillon organise les déplacements du staff d’Égalité & réconciliation.

### Marc George, secrétaire général de 2007 à 2010
Marc George (dit Marc Robert), secrétaire général du mouvement jusqu'en février 2010, dit avoir commencé à militer au Parti socialiste dans les années 1980 avant de rejoindre le Front national après la première guerre du Golfe. Il est élu conseiller municipal FN à Éragny (Val-d'Oise) dans les années 1990, puis arrête la politique. Il se rapproche de Dieudonné au milieu des années 2000 (devenant le coordonnateur de sa campagne pour l'élection présidentielle de 2007), puis d'Alain Soral qu'il rencontre successivement au théâtre de la Main d'or et à la Fête des Bleu-blanc-rouge. C'est ensemble que Soral et George élaborent l'idée de créer un « club politique » partenaire du FN. Marc George est ensuite candidat FN lors des élections municipales de 2008 à Nice. Comme Alain Soral, il a été membre du comité central du FN jusqu'à sa suspension début février 2009,,.
Il est démis de son poste de secrétaire général d'Égalité & Réconciliation pour avoir diffusé sur le site de l'association une vidéo faisant l'apologie des harkis (avec l'accord d'Alain Soral selon lui) et annoncé une possible commémoration de la mort de François Duprat, Alain Soral lui reprochant de vouloir transformer Égalité et Réconciliation en « petite officine d'extrême droite » pour « régler des comptes avec le FN ». Selon Marc George, le vrai sujet de divergence entre Alain Soral et lui-même portait sur l'avenir du mouvement, le premier défendant le modèle du think tank, le second celui d'une « organisation politique ». Il reviendra sur ce différend en affirmant : « Soral a pris l'initiative d'une crise afin d'amener Égalité et Réconciliation à la mesure qui le satisfaisait, c'est-à-dire celle d'un fan club ». Il quitte l'association peu de temps après l'incident et soutient Bruno Gollnisch lors du congrès de Tours du Front national, par le biais notamment d'un site internet sur lequel il fustige « “Marrane Le Ben (Soussan)” et son entourage surnommé on se demande pourquoi “les hystériques”, par les derniers hétérosexuels » du siège. Au contraire, Alain Soral continue à affirmer qu'il soutient Marine Le Pen.
Après son départ, le secrétariat du mouvement est assuré par Julien Limes.

### Dieudonné, un soutien extérieur

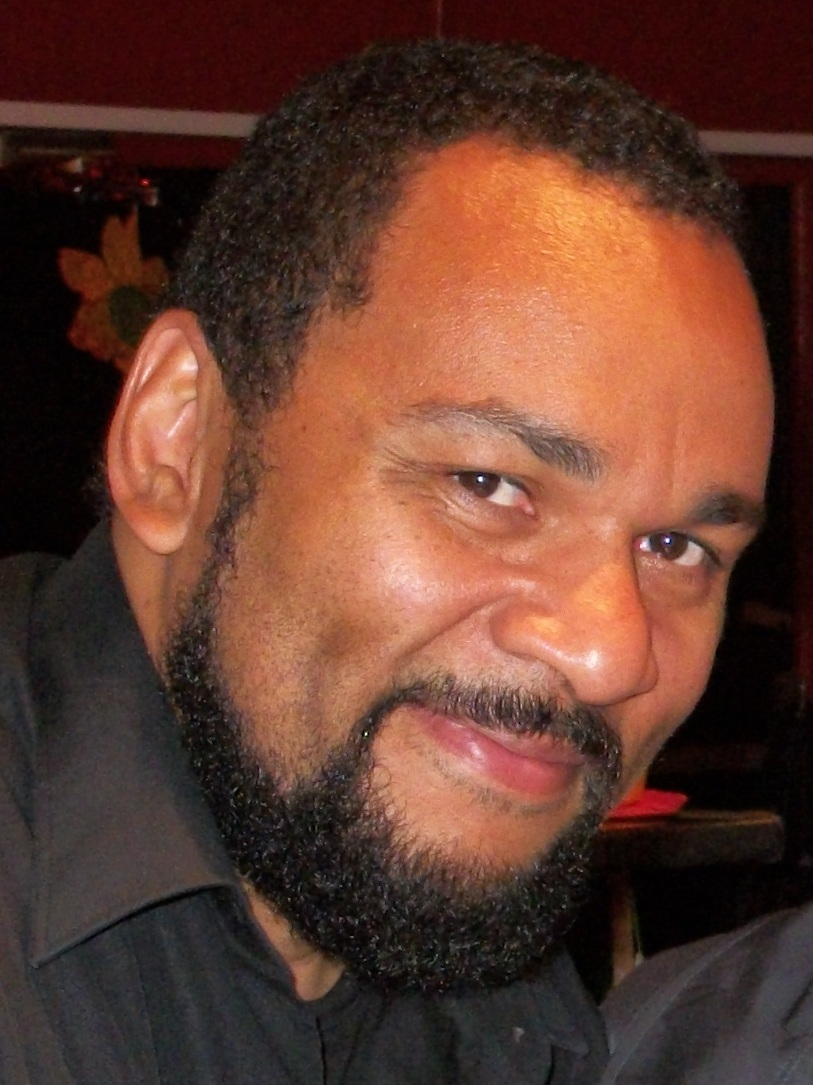
Dieudonné, proche des dirigeants d'Égalité et Réconciliation, met le théâtre de la Main d'Or à disposition de l'association, qui diffuse sa production en retour.

La proximité nouvelle, à partir du milieu des années 2000, de Dieudonné avec le Front national et avec les dirigeants d'Égalité et Réconciliation — alors qu'il avait commencé son militantisme à gauche, à l'instar d'Alain Soral et de Marc George—, le conduit à apporter un soutien au mouvement, sans y occuper de responsabilité, en mettant son théâtre à sa disposition, de même qu'à d'autres organisations connues pour être anti-juives telles que le Rassemblement des étudiants de droite (RED, renouveau du GUD) ou la Droite socialiste (droite ultra). Abel Mestre et Caroline Monnot, journalistes au Monde, estiment ainsi qu'Égalité et Réconciliation se situe « au centre » de l'entourage de Dieudonné, qui « s'affiche (…) comme une sorte de compagnon de route » du mouvement.
Alain Soral figure au premier rang des dirigeants d'Égalité et Réconciliation qui partagent l'amitié de Dieudonné : le président-fondateur de l'association est même devenu, selon certains observateurs et de son propre aveu, son « éminence grise »,, ce qui permet d'observer une continuité entre les spectacles de l'humoriste et les discours de l'essayiste,.
Alain Soral tente, au lancement de l'association, de populariser son existence en réalisant un tour de France qui s'achève en juin 2008 devant 200 personnes au théâtre de la Main d'or, géré par Dieudonné. En décembre 2008, ce dernier devient officiellement le point de ralliement d'Égalité et Réconciliation : il est mis gracieusement à disposition de l'association une fois par mois, à condition que les membres présents consomment sur place. Peu après, Alain Soral, qui vient de quitter le Front national — il en fait publiquement l'annonce au théâtre de la Main d'or —, se présente aux élections européennes de 2009 en Île-de-France en cinquième position sur la « liste antisioniste » conduite par l'humoriste.
À ces relations s'ajoutent celles de Marc George et de Frédéric Chatillon. Ce dernier, également ami de l'humoriste, lui fait visiter en 2006 le Liban du Sud et la Syrie, où l'ancien chef du GUD a de nombreux contacts haut placés. Il tente par ailleurs de lui présenter Marine Le Pen, en vain.
Cette proximité est néanmoins émaillée, en septembre 2013, par des tensions entre l'association — Alain Soral au premier chef — et Noémie Montagne, épouse et productrice de Dieudonné : dans un e-mail, cette dernière indique vouloir conserver l'exclusivité de l'exploitation commerciale du geste de la quenelle face à l'utilisation qu'en fait l'association, et insiste sur l'indépendance politique de son mari, tout en reconnaissant que « les membres d'ER (sic) sont actifs quant à la promotion et la diffusion des œuvres de Dieudonné et participent grandement à l'étendue de sa notoriété ». D'après StreetPress, les échanges houleux entre Alain Soral et Noémie Montagne ont continué en 2014.

## Idéologie
Égalité et Réconciliation appelle à dépasser les clivages sur plusieurs plans — partisans, ethniques, religieux et sociaux — pour mieux lutter contre le mondialisme, le sionisme ou l'« Empire », selon le titre de l'essai publié par Alain Soral en 2011 Comprendre l'Empire, dont les fondements idéologiques sont largement repris par les membres d’Égalité et Réconciliation,. Alain Soral justifie cette « réconciliation » par la nécessité d'éviter une guerre civile qui serait désirée par l'oligarchie bancaire — réduite à une « coalition vétéro-testamentaire », autrement dit les Juifs et les protestants — pour mieux préserver l'exploitation sociale dont elle jouit. Marc George, ex-secrétaire général, indique : « Nous voulions construire une structure sur des bases patriotiques, antisionistes, antiracistes et avec une vision de classes. Un mélange entre Roger Holeindre et François Duprat, plus un peu de marxisme qu'apportait Soral. Et E&R a démarré comme ça, début 2006 (sic) ».
S'il se définit comme « nationaliste de gauche », le mouvement est, tout comme son président, classé à l'extrême droite,, et caractérisé comme antisémite par plusieurs observateurs. D'après Abel Mestre et Caroline Monnot, journalistes au Monde, Égalité et Réconciliation « peut sans problème être rattaché » à la mouvance nationaliste révolutionnaire. Pour le politologue Pierre-André Taguieff, Alain Soral est un « ancien communiste devenu nationaliste mais resté anticapitaliste » qui se serait « professionnalisé dans le recyclage de vieilles thématiques conspirationnistes ».

### «Gauche du travail et droite des valeurs»
« La promotion des idées de l’essayiste Alain Soral sur la gauche du travail et la droite des valeurs » est mentionnée comme l'objet social de l'association dans ses statuts depuis avril 2010. Pour Alain Soral, Égalité et Réconciliation vise à l'« union de la gauche sociale et de la droite sociétale, contre la droite sociale et la gauche sociétale dont l'union libérale-libertaire constitue notre actuel système de domination » ; le rôle de cette union aurait été de « détruire » « la France d’avant Mai 68 » que constituaient « la gauche sociale incarnée à l’époque par le PCF, et la droite morale, incarnée à la même époque par de Gaulle et son monde des valeurs de culture maurrassienne ». L'année de sa création, Jean-Yves Camus souligne que « l'objectif du groupe est clair : orienter le FN vers un programme ouvriériste, anticapitaliste et "social" ».
La « gauche du travail » telle qu'elle est défendue est essentiellement inspirée du marxisme et renvoie aux classes moyennes inférieures, ouvrières et précaires ainsi qu'aux habitants des quartiers populaires ; au sein de l'association, elle serait notamment « symbolisée » par Béatrice Pignède selon Frédéric Haziza. La « droite des valeurs » renvoie quant à elle au respect de la Nation, de l'autorité, de la hiérarchie, de la morale religieuse, de la famille et du travail, et s'incarne dans la « bourgeoisie de droite catholique » et nationaliste ; au sein du mouvement, elle serait représentée d'après Frédéric Haziza par Marion Sigaut. Selon l'écrivain Jacques de Guillebon, « à l'évidence, [la] tentative [d'Alain Soral] de créer un axe des extrêmes, de la gauche à la droite, a échoué : on ne trouve pas, dans son public et son lectorat, de cohortes d'anciens marxistes ».
L'association souhaite poursuivre le modèle du Cercle Proudhon, qui réunissait syndicalistes anarchistes et maurrassiens. Jean-Paul Gautier, Michel Briganti et André Déchot considèrent celui-ci comme « l'une des rares organisations françaises inspirées par la pensée mussolinienne. Loin d'être anecdotique, cette référence permet de mieux saisir pourquoi la pensée du théoricien fasciste italien Julius Evola était en débat au sein de cette association et explique l'usage de citations du même Evola dans le récent ouvrage d'Alain Soral Comprendre l'Empire ». Pour Michel Eltchaninoff, rédacteur en chef adjoint à Philosophie Magazine, l'appel à l'union de la « gauche du travail » et de la « droite des valeurs » se situe également « dans la tradition (…) de la pensée fasciste ». Antoine Sari d'Acrimed estime lui aussi que ce slogan, « qui pourrait tout aussi bien s’énoncer national-socialisme, rappelle évidemment des courants fascistes d’avant-guerre ». Par ailleurs, Égalité et Réconciliation a consacré plusieurs vidéos au mouvement néofasciste italien CasaPound, en vantant son rôle « de salut public ».
Le politologue Hamdi Nabli voit dans ce slogan l'une des « contradictions » d'Alain Soral : « le programme « Droite des valeurs/Gauche du travail » de celui qui se dit marxiste n’est-il pas à mille lieues de la société sans classes, et ne s’inspire-t-il pas plutôt de l’ordre nietzschéen où la Civilisation aristocratique superpose une morale des maîtres (valeurs : Gloire et Honneur) et une morale des esclaves (travail : obéissance et servilité) ? »

### Antisionisme, antisémitisme, négationnisme et conspirationnisme
D'après Abel Mestre et Caroline Monnot, « la matrice idéologique d'Égalité et Réconciliation emprunte à la ligne politique du GUD, impulsée par Chatillon au tournant des années 1990, quand ce dernier avait imposé un positionnement violemment antisioniste au nom de la défense de l'identité ». Marc George indique : « Pour vous résumer la pensée que nous avons avec Soral et “Dieudo” : le problème qui se pose avec le lobby juif, c'est qu'il contient une forme de suprématisme qui est majoritaire aujourd'hui. On peut dire ce que l'on veut sur les chrétiens, les musulmans, pas sur les juifs ». L'association défend notamment les théories négationnistes de Robert Faurisson,. En juin 2012, son site internet est le premier à diffuser en France et sur le mode du deuil, la nouvelle de la mort de Roger Garaudy, figure du négationnisme.
Égalité & Réconciliation est souvent considéré comme antisémite. Jean-Yves Camus, tout en percevant dans le discours de l'association « un langage « antisioniste » sans compromis », l'inclut au sein de « la nébuleuse anti-juive ». L'historien Nicolas Lebourg classe Égalité et Réconciliation parmi les « organisations ouvertement antisémites ». Le journaliste Frédéric Haziza identifie « une association et un site antisémites, négationnistes et homophobes ». Pour Samuel Laurent, journaliste au Monde, il s'agit d'un « mouvement antisémite d'ultra-droite ». Le CRIF et la LICRA notent également le caractère antisémite de cette association. Bernard Darmon, publié par le site du CRIF, considère que le site de l'association, en reprenant « toutes les dépêches qui parlent des juifs ou d’Israël », entend « prouver que ces Juifs qui sont partout représentent aussi le Mal, c’est-à-dire le vice, l’appât du gain, le non-respect des goys et la volonté de dominer le Monde », tout en faisant une exception pour les Juifs « qui dénigrent Israël ».
Henri Maler et Olivier Poche d'Acrimed indiquent que le site d'Égalité & Réconciliation est une « figure importante, au moins par son audience, de la critique des médias venue de l’extrême droite », mais « inconsistante » en ce qu'elle « se distingue surtout par la prééminence donnée au "sionisme", par lequel tout s’explique et tout se comprend », véhiculant par là « les rengaines éculées du complotisme antisémite » si l'on fait « l’hypothèse que "sioniste" est ici la version "prudente" de "juif" ». Pour Antoine Sari d'Acrimed, c'est « un antisémitisme, à peine maquillé en antisionisme, qui fait la colonne vertébrale de la production d’E&R », ce qui s'observe notamment par l'expression, sur son site internet, de « toutes les accointances idéologiques qui vont traditionnellement de pair avec un antisémitisme obsessionnel  : un catholicisme militant (Soral expliquait dans un entretien filmé début décembre [2014] qu’«  il faut refaire du catholicisme la religion d’État en France  »), un nationalisme souverainiste qui s’opposerait au mondialisme des institutions européennes, et surtout un complotisme de tous les instants ». Antoine Sari illustre son propos par la diffusion sur le site d'entretiens vidéo avec Philippe Ploncard d'Assac, qui « résument bien cette ligne ». Gilles Kepel estime que « la porosité entre le grand récit complotiste que décline à longueur de vidéos le site Égalité et Réconciliation d’Alain Soral et la vision du monde de 19 HH [les vidéos d’Omar Omsen, recruteur djihadiste] est frappante : leur argumentaire de base consiste en une déconstruction des informations télévisées, présentées comme tissu de mensonges délibérés destinés à asservir l’humanité à “l’Empire” américano-sioniste dans un cas, à Ibliss (Satan) dans l’autre ».
Égalité et Réconciliation véhicule par ailleurs la théorie du complot Illuminati et figure parmi les groupes « en pointe dans la dénonciation de l’influence maçonnique », notamment à travers les figures d'Alain Soral et de Stéphane Blet. Le site comporte également une rubrique « Pédocriminalité », un « terme peu fréquent, surtout présent dans l'univers complotiste de l'extrême droite » qui « énonce l'obsession homophobe du « lion solitaire ». D'après The Times of Israel, le site abrite, outre des publications antisémites, « les « théoriciens » de diverses conspirations : les anti-vaccinations, les chemtrails, etc. »

### Racisme et racialisme
Philippe Corcuff et Haoues Seniguer estiment que le discours porté par Égalité et Réconciliation n'est pas qu'antisémite mais également racialiste car il oppose « Français de souche » et « Français de branche » ou de « fraîche date » « avec, par ailleurs, un rejet et un mépris manifestes des immigrés et des étrangers ». De son côté, Fouad Bahri, journaliste à Zaman France, accuse l'association de défendre ouvertement « un certain nombre d'affirmations ou de propos de nature raciste ou inégalitaire (…). Le recours à l'usage de la catégorie « Français de souche » balaie définitivement toute aspiration à l'égalité ».

### Alliance entre catholiques-nationalistes et musulmans
Dès 2004, Alain Soral essaie de rapprocher les nationalistes et un public arabo-musulman issu des quartiers populaires,,. Il est notamment chargé des banlieues au comité central du FN. Égalité et Réconciliation est ainsi conçue comme le moyen d'attirer les Français issus de l'immigration vers le FN ou le « nationalisme politique », « en leur exposant qu'en tant que critère juridique la préférence nationale leur serait également favorable. Partant, cela devrait permettre au parti de trouver des cadres d'origine maghrébine et de désamorcer ainsi les attaques sur le thème du racisme ».

#### Une théorie qui met en avant des intérêts convergents
Le président d'Égalité et Réconciliation théorise cette stratégie :

« C’est dans mon intérêt de catholique blanc que la communauté musulmane soit puissante en France. Il faut un rééquilibrage communautaire pour faire poids contre la communauté toute-puissante »

.
Dans cette perspective, il émet « une théologie de l’amitié islamo-chrétienne en avançant que les deux religions condamnent le prêt à intérêt, à l’inverse des juifs et des protestants ; une critique de la laïcité, nouvelle « religion d’État » islamophobe ; ou encore des missives contre le « paternalisme » de l’antiracisme et de la gauche », accusant le Parti socialiste d'avoir « diabolisé l'islam ». L'écrivain Jacques de Guillebon souligne que parmi les « publics très divers » auxquels s'adresse Alain Soral, celui-ci, face à « certains musulmans », « parlera René Guénon, c'est-à-dire tradition primordiale qui rassemble toutes les religions dans une unique origine » — le 60e anniversaire de la mort de ce dernier a été célébré par Égalité et Réconciliation ; tandis que « devant certains catholiques, il bavera contre Vatican II, leur fournissant ainsi un discours à la fois traditionaliste et révolutionnaire ». Alain Soral cite également Henry Corbin et Imran Nazar Hosein. Dans l'ensemble, ce discours a pour but de nouer une alliance contre la communauté juive,,.
La volonté d'attirer un public musulman serait doublée, selon Stéphane François, d'« une fascination pour l'islam, pour son aspect antimoderne et viril, qui vient clairement d’en haut », chez les militants. Marc George, ancien secrétaire général de l'association, et séduit par le « combat » de l'islam contre « la pornographie, la promotion de l'homosexualité » et sa défense de « la famille traditionnelle », a lui-même affiché sa conversion,. Dans son ouvrage Comprendre l'Empire, Alain Soral écrit à ce sujet que « la dernière civilisation de la sphère post-méditerranéenne à ne s'être pas encore totalement soumise à l'Empire est le monde musulman ». D'après Fatiha Kaoues et Pierre Tevanian, « ce n’est pas (…) par refus de tous les racismes qu’il [Alain Soral] se solidarise avec les personnes de confession musulmane en butte avec l’islamophobie, mais par fascination pour « l’Islam », entité essentialisée et fantasmée, sur laquelle il projette sa nostalgie de l’ordre familialiste de la France d’avant mai 68, sa haine des conquêtes féministes et son mépris de la culture populaire ».
Alain Soral affirme par ailleurs qu'il combat l’« arabisation de la France » et encourage « un islam assimilationniste et patriotique, délesté de « l’arabité » et des traditions portées par les immigrés de la première génération. Il flatte la fibre réactionnaire d’une nouvelle bourgeoisie musulmane en mettant à l’index une jeunesse « réislamisée », opposant les « musulmans responsables » aux « islamo-racailles » des quartiers populaires ». Pour le sociologue Philippe Corcuff et le chercheur Haoues Seniguer, « les proclamations islamophiles et arabophiles de Soral apparaissent contredites par des relents arabophobes et néocolonialistes moins visibles, voire par un mépris de classe et un paternalisme qu’il n’a de cesse de reprocher à ses adversaires politiques ». L'historien Jean-Paul Gautier considère également qu'Alain Soral fait preuve de « démagogie paternaliste à l’encontre des Français d’origine immigrée ». L'intéressé a lui-même écrit dans Jusqu'où va-t-on descendre ? Abécédaire de la bêtise ambiante que « la maghrébisation, l’africanisation, la tiers-mondisation de la France ont fait baisser vertigineusement le niveau de civisme et de civilité de la population française  », ou encore : «  Plus je vois la merde noire (…) dans laquelle l'Algérie s’enfonce un peu plus chaque jour, plus je découvre en images que les seules choses qui tiennent encore debout là-bas (…) sont celles que la France coloniale y a construites, plus je me dis que leur seul espoir, c’est qu’on y retourne  ». Fouad Bahri, journaliste à Zaman France, estime quant à lui que « pour Soral, l'islam demeure à long terme une force dangereuse pour l'identité de la France qu'il défend, mais dans l'immédiat, il ne juge pas cette menace prioritaire du fait du faible niveau social et de la fragilité de l'insertion socio-économique des musulmans de France ».

#### Un discours relayé par divers acteurs
Haoues Seniguer voit dans cette association la « courroie de transmission » fréquente du rapprochement entre :
- d'une part, certains membres de l'Union des organisations islamiques de France (UOIF), à l'instar de Camel Bechikh, président de l'association Fils de France et cadre des scouts musulmans d’Aquitaine, d'Albert Ali alias Abdelaali Baghezza, ancien responsable des Jeunes musulmans de France et des scouts musulmans de France[77], ou de leur mentor théologique, l'imam recteur de Bordeaux Tareq Oubrou ;
- et, d'autre part, « les milieux catholiques traditionalistes […] et d'extrême droite française (dont le Front national ou ses bassins de sympathisants) »[9].

Ce rapprochement serait, aux yeux des premiers, « le prolongement naturalisé de leur attachement au socle de valeurs normatives du monothéisme en général et de l'islam hyper-conservateur en particulier » ; mais aussi l'outil de la lutte contre le mondialisme derrière lequel « se cacherait, tel un grand marionnettiste, "une communauté organisée", c'est-à-dire juive et sioniste cosmopolite qui soumettrait les États-nations européens, en particulier la France, de race blanche et de tradition catholique pluriséculaire ».
Albert Ali a ainsi appelé à voter pour le Front national, tandis que Camel Bechikh s'est mobilisé au sein de la Manif pour tous. Le discours d'Alain Soral est également repris par d'autres militants issus de l’immigration et proches d'Égalité et Réconciliation, tels Salim Laïbi, alias « Le Libre Penseur, LLP » ; Mathias Cardet ; ou Farida Belghoul, porte-parole de la marche antiraciste « Convergence » en 1984 — Belghoul et Laibi prennent finalement leurs distances avec Soral fin 2014 en critiquant sa dérive autocratique.

#### Un succès débattu
Alain Soral prétend que le tiers des membres de son association serait des musulmans. Pour Nabil Ennasri, président du Collectif des musulmans de France, l’essor de Soral dans la communauté musulmane date du début du Printemps arabe en 2011, et plus particulièrement de la guerre civile syrienne. D'après Fouad Bahri, journaliste à Zaman France, le succès d'Alain Soral et de son association chez « une partie des jeunes des quartiers » s'explique par ses qualités d'orateur et son « style de communication direct, franc, brutal » ; par « l'innovation et le large investissement des nouvelles technologies » qui ont permis « de produire une nouvelle forme de politique-spectacle en phase avec les pratiques sociales (internet, réseaux sociaux) des jeunes, le tout avec une bonne dose d'humour, de musique et de provocation » ; par un « processus d'identification, pour une population souvent marginalisée, diabolisée et en proie au ressentiment » ; et par son alliance avec Dieudonné, qui lui a permis à la fois de toucher le public de l'humoriste et de lui donner une « caution anti-raciste ». En 2014, l'avocat Karim Achoui avance : « Autour de moi, ceux que je sonde se sentent aujourd'hui plus représentés par Alain Soral que par Jamel Debbouze ».
Le mouvement d'opposition au mariage homosexuel, ainsi qu'à la dite « théorie du genre » via l'initiative « Journée de retrait de l'école » lancée par Farida Belghoul, aurait particulièrement favorisé un rapprochement entre musulmans et catholiques réactionnaires, à l'image de celui observé à cette occasion entre Belghoul et Christine Boutin. Pour le politologue Jean-Yves Camus, « la nouveauté introduite par Égalité et Réconciliation est d’avoir popularisé la question de la théorie du genre dans un milieu musulman identitaire qui était tenu en lisière des manifestations contre le mariage homosexuel. La Manif pour tous et le Printemps français visaient plutôt un public de droite conservateur et catholique ».
Pour Erwan Manac'h, cette tentative de « synthèse entre droite réactionnaire et enfants d’immigrés » rencontrerait un « succès (…) limité » et serait en butte à la ligne islamophobe impulsée par Marine Le Pen depuis son arrivée à la présidence du FN en 2011. Le sociologue Éric Marlière estime quant à lui qu'Alain Soral et Dieudonné « sont écoutés, comme d’autres, [dans les quartiers populaires] mais avec une grande méfiance ».

### Positions internationales
Le politologue Gilles Kepel relève qu'« Égalité et Réconciliation se mobilise pour la défense des régimes baasistes, le nationalisme arabe étant perçu de longue date par les nationalistes révolutionnaires comme un opposant au communisme et au capitalisme anglo-saxon ».

## Activités
Égalité et Réconciliation est dotée d'antennes à l'échelle régionale ainsi qu'en Suisse et en Belgique. Elle se divise également en « sections » locales, comprenant des « pôles de compétences » (militantisme, événement, localisme-écologie, communication, idées et formation théorique, relations extérieures). L'association « a compté des sections jusque dans 29 villes et dans 27 départements » ; leur succès est inégal. Elle s'appuie par ailleurs sur des « associations-écrans » afin de ne pas éveiller les soupçons des propriétaires de salles et des services municipaux. Une cellule animée par Stéphane Condillac est chargée du cybermilitantisme, en s'investissant notamment sur Wikipédia,.
L'association s'avère « peu militante » d'après Jean-Paul Gautier, Michel Briganti et André Déchot. À la suite de l'assemblée générale de mars 2010 qui voit le départ de Marc George et abandonne l'ambition de devenir un parti politique,, seules quatre sections régionales sont maintenues et l'association change d'objet social, passant de « la promotion de l’idée de nation » à « la promotion des idées de l'essayiste Alain Soral sur la gauche du travail et la droite des valeurs »,,. Dominique Albertini et David Doucet relèvent que « l'organisation est tout entière tournée vers le culte de son chef, censé cumuler les qualités du sage, de l'athlète et du leader politique : « Soral a raison » est l'un des principaux mots d'ordre d'E&R ».
Les activités de l'association et des adhérents s'orientent principalement autour du culte du corps — ce qui relève bel et bien d’un système de valeurs d’extrême droite pour le politologue Stéphane François — et de l'esprit, à travers un site internet puissant. Celui-ci dépasse amplement l'audience restreinte de l'association et relaie les discours d'Alain Soral ainsi que les activités de sa SARL « Culture pour tous », notamment de la maison d'édition Kontre Kulture — le site d'Égalité et Réconciliation dispose également d'une boutique en ligne. Pour l'historien Nicolas Lebourg, « le soralisme est une formation politique qui passe par l’internet, qui n’est pas doctrinale, et qui va bien au-delà du petit noyau d’Égalité et Réconciliation : c’est quelque chose de diffus, un produit de consommation web ». L'écrivain Jacques de Guillebon estime ainsi que le public du président d'Égalité et Réconciliation « rassemble des « cyber-fans » plutôt que des militants ». Robin d'Angelo et Mathieu Molard, journalistes à StreetPress, qualifient l'association d’« extrême droite YouTube ».
Ces derniers précisent que « si l’association se veut un club de réflexion politique, elle tient tout autant de la communauté autogérée », proposant un large éventail d'activités et de services. Un document destiné à la formation des militants donne pour objectif de « devenir une forme d’entité avec des ramifications dans la société civile » et indique qu'« il est fortement encouragé d’intégrer des structures associatives, syndicales, sportives, communautaires et d’y véhiculer les messages du mouvement ».
Évoquant « l’écroulement d’Egalité et Réconciliation » en 2018, Emmanuel Kreis, spécialiste du conspirationnisme, avance que « l’audience semble baisser, tout comme l’activité de l’organisation ».

### Adhérents
D'après Mathieu Molard et Robin d'Angelo, journalistes à StreetPress, les premiers militants du mouvement ne sont pas issus du FN mais des « fans [des] livres [d'Alain Soral], réunis sur un forum », parmi lesquels figure Julien Limes, l'actuel secrétaire général. Les adhérents d'Égalité et Réconciliation sont essentiellement des hommes, et, selon Stéphane François, des nationalistes révolutionnaires. Pierre Tevanian assure quant à lui qu'« aucune mouvance n’est à ce point masculine, dominée par les hommes, hiérarchiquement et numériquement. Chez les sympathisants d’Égalité & Réconciliation, qu’ils soient petits ou grands, blancs, musulmans, arabes ou noirs, ce qui fait le lien, le point commun, c’est la question de l’émancipation des femmes, toujours vécue comme un problème ». Alain Soral prétend par ailleurs que le tiers des membres de son association serait des musulmans. D'après Robin d'Angelo et Mathieu Molard, les adhérents ont un profil « autant urbain que rural, et cela va de pas d’études à bac + 5 ».
L'association a revendiqué jusqu'à 800 adhérents, mais en compterait 12 000 à l'automne 2014 d'après Mediapart — chiffre sujet à caution d'après Libération — après avoir enregistré une vague importante d’adhésions durant les mois précédents, grâce notamment au bras de fer entre Dieudonné et les autorités. Cette croissance s'est accompagnée d'une réorganisation interne. L'adhésion au mouvement fait l'objet d'un « protocole de recrutement » et les membres doivent obéir à des règlements internes : ils sont notamment priés d’utiliser des pseudonymes ou des prénoms. D'après une première estimation de Robin d'Angelo et Mathieu Molard, l'association compte en 2015 entre 5 000 et 10 000 adhérents, ce qui en fait « la plus importante structure politique à la droite du FN ». Après avoir recueilli de nouveaux documents, les deux journalistes indiquent que 4 231 personnes ont adhéré à Egalité & réconciliation entre le 1er mai 2014 et le 5 mai 2015, ce qui « ne prend pas en compte les inscriptions par chèque, voie postale ou réalisées de main à main pendant les conférences ». Selon eux, ce chiffre « témoigne [b] des difficultés de l’association pour conquérir un nouveau public. En effet, ils étaient déjà 4 235 membres en 2013 ». Par mois ER compte (environ) 8 100 000 vue sur leur site.
Le montant de l'adhésion oscille entre 20 et 50 euros,. Selon StreetPress, les adhésions « ont rapporté au moins 137 736 euros à l’association du 1er mai 2014 au 5 mai 2015 […]. À ce chiffre d’affaires, il faut ajouter 15 946 euros de dons ».

### Manifestations
Les 8 et 9 septembre 2007, à Villepreux, a eu lieu la première université d'été de l'association, organisée par Marc George. Outre Alain Soral, plusieurs personnalités y ont pris la parole : Dieudonné, Christian Bouchet, Jean-Marie Le Pen, Farid Smahi, Serge Ayoub, Jean Robin, Franck Timmermans, Giorgio Damiani, webmestre de Vox NR, et Ugo Gaudenzi, directeur du quotidien italien Rinascita. L'assistance comportait également d'après Jean-Yves Camus les cofondateurs de l'association Philippe Péninque et Gildas Mahé ; un chrétien libanais partisan du général Aoun ; « de jeunes beurs radicalisés et même […] quelques islamistes dont un salafiste (ou tablighi) partisan du FN au nom du séparatisme communautaire ». Pour Jean-Paul Gautier, « Soral tenta un remake du Cercle Proudhon regroupant un auditoire hétéroclite : catholiques, nationaux-bolchéviks, ex trotskistes, terciéristes, ex GUD, nationalistes-révolutionnaires, islamistes ».
Le 1er mai 2008, une trentaine de militants manifeste avec le Front national à Paris à l'occasion de la Fête du Travail.
Les 1er et 2 novembre 2008 a eu lieu la seconde université de l'association. Intitulée « Avec le retour de la puissance russe dans le concert des nations : organisons la résistance ! », elle a plutôt pour objectif de former ses participants. Elle voit intervenir Alain Soral, Jean-Claude Martinez, Jacques Cheminade, Marc George, Christian Bouchet et Franck Timmermans.
Le 17 janvier 2009, une trentaine de militants participe à une manifestation propalestinienne, qualifiée de « tentative de parasitage » par Michel Briganti, André Déchot et Jean-Paul Gautier.
Le 27 novembre 2009, Égalité et Réconciliation organise un comité d'accueil lors de la visite de Vladimir Poutine en France, en partenariat avec l'ambassade de Russie et le Collectif France Russie, dans le but, selon Marc George, de s'« opposer à la propagande gauchiste et atlantiste qui ne va pas manquer de se manifester et de perturber cette visite, et d'obtenir ce faisant de la visibilité médiatique » pour Égalité et Réconciliation. C'est prétendument « 150 militants d'Égalité et Réconciliation et du Collectif France Russie » qui manifestent, alors que l'essentiel des participants est proche de l'ambassade russe d'après Michel Briganti, André Déchot et Jean-Paul Gautier.
Le 17 janvier 2010, Égalité et Réconciliation fait une participation « symbolique », d'après les mêmes auteurs, à la Marche pour la vie.
Le 5 juin 2010, une poignée de membres d'Égalité et Réconciliation est identifiée lors de l'« infiltration » du cortège de l'UOIF à la manifestation contre l'abordage de la flottille pour Gaza.
Le 1er mai 2012, quelques représentants d'Égalité et Réconciliation participent au défilé en l'honneur de Jeanne d'Arc organisé par le Front national, peu après le premier tour de l'élection présidentielle.
Le 26 janvier 2014, Égalité et Réconciliation participe à la manifestation d'extrême droite « Jour de colère », de même que son président Alain Soral (qui se déplace pour l'occasion avec un groupe d'environ 200 personnes),,.
En avril 2016, des membres d'Égalité et Réconciliation tentent de prendre la parole lors d'une assemblée générale de Nuit debout à Lyon mais sont rapidement éconduits.

### Supports médiatiques:Flashet site internet
Le bimensuel Flash, qui paraît à partir d'octobre 2008 et auquel Alain Soral participe activement, apparaît de fait comme l'organe de presse du mouvement jusqu'à ce que le président d'Égalité et Réconciliation le quitte en avril 2011, le jugeant trop proche du Front national.
D'une visibilité bien plus importante, le site internet de l'association, qualifié de « cœur de trafic sur le net » par Abel Mestre et Caroline Monnot, « procure une audience supérieure, et de loin, à l'influence réelle de l'association » d'après Michel Briganti, André Déchot et Jean-Paul Gautier. En effet, pour Rue89, ce site « n’est pas qu’un repaire d’illuminés, il draine aussi une population raisonnable, qui condamne l’antisémitisme (plus ou moins) », notamment des internautes qui « ne supportent plus que les médias traditionnels leur “dictent une façon de penser” » et « arrivent aussi à mettre de côté les pires déclarations d’Alain Soral pour écouter le reste ». D'après L'Express, il s'agit du site « qui draine le plus de lecteurs sur [le] filon » des sites de « vraie information » développant « une haine féroce de la presse “traditionnelle” ». Si la «  production et la diffusion de documents d’information  » et le «  journalisme  » sont présentés comme des «  activités  » de l’association, le site présente seulement des revues de presse classant par ordre chronologique des articles issus des sites de la grande presse et alternatifs. L'essentiel du contenu du site repose en réalité sur la production d'Alain Soral, en particulier « les chroniques vidéo de Soral qui font l’attrait principal d’E&R et qui monopolisent le classement des pages les plus visitées ». Devenues payantes en 2014, ces vidéos « ont rapporté 15 538 euros en août 2014 et 12 256 euros sur les 5 premiers jours de septembre de la même année » selon StreetPress. Des auto-entrepreneurs en partie payés par les revenus de l'association alimentent le site. Le site a également contribué à faire émerger une scène dite « de rap dissident ». Aux côtés d'Alain Soral, le site met en avant les figures de Hugo Chávez, Che Guevara, Mouammar Kadhafi, Patrice Lumumba, Thomas Sankara, Mahmoud Ahmadinejad, Fidel Castro, Vladimir Poutine et Jeanne d'Arc.
Au printemps 2013, il « enregistrait 3,8 millions de visites, 14,5 millions de pages vues, et un peu moins d’1 million de visiteurs par mois ». Le site de mesure d’audience Alexa classe alors le site d’Égalité et Réconciliation au rang 238 à l’échelle de la France, soit une audience proche d'un pure player comme Atlantico. À l'automne 2013, le site est 269e au classement Alexa, à proximité du site de Télérama. En octobre 2014, il se place au 213e rang, devant Mediapart (251e) et Atlantico (280e). En janvier 2015, il occupe la 276e place. D'après Rudy Reichstadt, qui s'appuie sur les classements e-buzzing et Alexa, le site « caracole (…) en tête des blogs politiques français et se place depuis deux ans [2013] dans les 250 sites web français les plus consultés, tous genres confondus. Il supplante également, en termes de fréquentation, les principaux sites français d’extrême droite ». D'après Robin d'Angelo et Mathieu Molard, en 2015, le site « frôle les 7 millions de visiteurs uniques chaque mois, quand l'UMP et le PS peinent à attirer plus de 200.000 utilisateurs chacun ». Robin d'Angelo précise qu'« il ne faut pas surestimer l’impact de ces chiffres et distinguer les personnes qui vont simplement là pour lire des articles et celles qui adhèrent à ses propos ». D'après Nicolas Lebourg, « le trafic vers le site d'Égalité et Réconciliation s'est effondré de janvier à octobre 2015, et n'a retrouvé de la vigueur qu'avec les attentats du 13 novembre 2015. Par ailleurs, l'écho sur le web ne doit pas seulement être attribué à l'opinion française, puisque, au 26 novembre 2015, 31 % des 32 492 fans Facebook d'Alain Soral ne sont pas de « France » (au sens du réseau) ». Libération indique en 2016 que le site « figure parmi les 700 plus fréquentés en France, devant plusieurs titres de presse ». La même année, le chercheur Antoine Bevort avance, en s'appuyant sur le classement Alexa, qu'« Égalité et Réconciliation est le premier site politique français, et obtient 8,1 millions de visites mensuelles » ; Le Monde estime que « la méthodologie de ce classement […] est cependant contestable ». Google Actualités a retiré Égalité et Réconciliation de son référencement.
Certaines personnalités s'y réfèrent, suscitant ainsi la polémique. En janvier 2014, alors que le député UMP Daniel Fasquelle affirme, lors d'une séance de questions au gouvernement, qu'« on peut légitimement s'interroger » sur « la nomination de la fille du ministre de l'Éducation à un prestigieux poste d'attachée culturelle à l'ambassade de France en Israël », Alain Vidalies, ministre socialiste des relations avec le Parlement, l'accuse d'avoir tiré cette information – par ailleurs véridique – du site d'Égalité et Réconciliation. Le mois suivant, c'est le journaliste Éric Zemmour qui est accusé de s'informer sur le site d'Égalité et Réconciliation dans le cadre de la polémique sur la « Journée de retrait de l'école » lancée par Farida Belghoul et sur laquelle Égalité et Réconciliation, très en pointe dans l'opposition à la théorie du genre, s'est mobilisé,,. En avril 2014, Jacques Bompard, député non inscrit d’extrême droite, dépose trois questions écrites à l’intention du ministre de l’Éducation Benoît Hamon au sujet de la Queer week ; dans au moins deux d'entre elles, il cite et reprend largement un article publié sur le site d'Égalité et Réconciliation. En août 2014, le député PS Jacques Cresta partage sur sa page Facebook un article du site d'Égalité et Réconciliation, avant de retirer sa publication. En août 2015, le sénateur UDI Yves Pozzo di Borgo en fait de même sur Twitter avant d'effacer son message,. En avril 2017, Numerama relève que certaines vidéos produites par ERTV (Égalité et Réconciliation TV), relevant de « l’infotainment pur jus », « cumulent des millions de vues sans que personne ne semble se soucier de leur biais, ni de leur origine », en étant partagées sur les réseaux sociaux en dehors des cercles d'extrême droite. En novembre 2017, Gérard Filoche est exclu du PS pour avoir repris sur Twitter une illustration jugée antisémite concernant Emmanuel Macron, issue du site d'Égalité et Réconciliation.
En décembre 2017, Facebook supprime les pages d’Alain Soral et d'Égalité et Réconciliation au motif que celles-ci sont « l’expression du racisme ou de l’homophobie » ; ces espaces cumulaient alors plus de 288 000 abonnés à eux deux. Peu après, Égalité et Réconciliation — un site « connu pour diffuser un nombre significatif de fausses informations et d’articles trompeurs », selon Le Monde —, tout comme Alain Soral et Dieudonné, ouvre un compte sur le réseau social russe VKontakte. Libération indique en 2021 que le site atteint une audience de près de 20 millions de pages vues par mois.